# Liga Departamental de Fútbol de Piura
La Liga Departamental de Fútbol de Piura (cuyas siglas son LIDEFUPI) es una de las 25 Ligas Departamentales de Fútbol del Perú y es organizada por la Federación Departamental de Fútbol de Piura, entidad rectora de las competiciones futbolísticas del Departamento de Piura. 
La Federación Departamental de Fútbol de Piura fue fundada oficialmente el 4 de agosto de 1989 pero anteriormente funcionaba como Consejo Departamental de Ligas. Su sede se encuentra ubicada en la Avenida Grau Nº 3899 A.H. San Martin en la ciudad de Piura. Su presidente actual es Hugo Vizcardo Herrera.
Forma parte del Sistema Nacional de la Copa Perú y clasifica a dos equipos para la Etapa Nacional de ese torneo.

## Historia
En 1966, luego de creada la Copa Perú, los equipos campeones de las distintas ligas del departamento de Piura reconocidas por la FPF (a excepción de Talara que no culminó su liga en el plazo previsto) participaron de un campeonato para clasificar a la Etapa Regional. El torneo finalizó a inicios de 1967 y el campeón fue Alianza Atlético Sullana luego de vencer por 2-1 a Juan de Mori de Catacaos en el estadio Miguel Grau de Piura.
Hasta 2014 clasificaba al campeón (y desde el 2004 al subcampeón) a la Etapa Regional de la Copa Perú (Región I). En 2015 se eliminó esa etapa y a partir de ese año cada Liga Departamental clasifica a dos equipos a la Etapa Nacional de ese torneo.

## Ligas provinciales
La Liga Departamental administra a las 8 Ligas Provinciales que conforman el departamento:
- Liga Provincial de Ayabaca
- Liga Provincial de Huancabamba
- Liga Provincial de Morropón
- Liga Provincial de Paita
- Liga Provincial de Piura
- Liga Provincial de Sechura
- Liga Provincial de Sullana
- Liga Provincial de Talara

## Lista de campeones
| Año  | Campeón                                   | Ciudad                                    | Subcampeón                                | Ciudad                                    |
| ---- | ----------------------------------------- | ----------------------------------------- | ----------------------------------------- | ----------------------------------------- |
| 1966 | Alianza Atlético                          | Sullana                                   | Juan de Mori                              | Catacaos                                  |
| 1967 | Sport Chorrillos                          | Talara                                    | Alianza Atlético                          | Sullana                                   |
| 1968 | Alianza Atlético                          | Sullana                                   | Atlético Torino                           | Talara                                    |
| 1969 | Atlético Torino                           | Talara                                    | Alianza Atlético                          | Sullana                                   |
| 1970 | Unión Deportiva Talara                    | Talara                                    | Alianza Atlético                          | Sullana                                   |
| 1971 | Atlético Grau                             | Piura                                     | Alianza Atlético                          | Sullana                                   |
| 1972 | Storm                                     | Negritos                                  | Defensor Chulucanas                       | Chulucanas                                |
| 1973 | Sport Blondell                            | Talara                                    | Cultural Tambogrande                      | Tambogrande                               |
| 1974 | Atlético Torino                           | Talara                                    | Sport Bellavista                          | Sullana                                   |
| 1975 | Storm                                     | Negritos                                  | Ricardo Palma                             | Chulucanas                                |
| 1976 | Atlético Torino                           | Talara                                    | Olimpia                                   | La Unión                                  |
| 1977 | Sport Bellavista                          | Sullana                                   | Deportivo UNP                             | Piura                                     |
| 1978 | Deportivo UNP                             | Piura                                     | Deportivo NEICOP                          | Piura                                     |
| 1979 | Sport Bellavista                          | Sullana                                   | Atlético Grau                             | Piura                                     |
| 1980 | Atlético Grau                             | Piura                                     | Sport Bellavista                          | Sullana                                   |
| 1981 | Atlético Grau                             | Piura                                     |                                           |                                           |
| 1982 | Sport Liberal                             | Piura                                     | Sport Bellavista                          | Sullana                                   |
| 1983 | Alianza Atlético                          | Sullana                                   | Sport Liberal                             | Piura                                     |
| 1984 | Atlético Grau                             | Piura                                     |                                           |                                           |
| 1985 | Deportivo UNP                             | Piura                                     |                                           |                                           |
| 1986 | Alianza Atlético                          | Sullana                                   | Halcones FAP                              | Piura                                     |
| 1987 | Atlético Torino                           | Talara                                    | Estrella Roja                             | La Unión                                  |
| 1988 | Atlético Nueva Esperanza                  | Piura                                     | Sporting La Capilla                       | Negritos                                  |
| 1989 | Túpac Amaru                               | Sullana                                   |                                           |                                           |
| 1990 | José Olaya                                | San Pedro                                 |                                           |                                           |
| 1991 | Defensor Buenos Aires                     | Sullana                                   | Defensor Malacasí                         | Salitral                                  |
| 1992 | San Miguel                                | La Arena                                  | José Olaya                                | Paita                                     |
| 1993 | Atlético Grau de Mallaritos               | Marcavelica                               | Deportivo El Ñuro                         | El Ñuro                                   |
| 1994 | Atlético Torino                           | Talara                                    |                                           |                                           |
| 1995 | Spor Túpac Amaru                          | Sullana                                   | Alianza Junín                             | Chulucanas                                |
| 1996 | IMI                                       | Talara                                    | Alfonso Ugarte                            | Vice                                      |
| 1997 | Atlético Grau                             | Piura                                     | IMI                                       | Talara                                    |
| 1998 | IMI                                       | Talara                                    | Deportivo UNP                             | Piura                                     |
| 1999 | Deportivo UNP                             | Piura                                     |                                           |                                           |
| 2000 | Atlético Grau                             | Piura                                     | Unión Deportiva Talara                    | Talara                                    |
| 2001 | Atlético Grau                             | Piura                                     | IMI                                       | Talara                                    |
| 2002 | Atlético Grau                             | Piura                                     | Refineros                                 | Talara                                    |
| 2003 | Atlético Grau                             | Piura                                     | Atlético Torino                           | Talara                                    |
| 2004 | Academia Municipal                        | Talara                                    | Olimpia                                   | La Unión                                  |
| 2005 | Unión Deportiva Talara - Aviación         | Talara                                    | Olimpia                                   | La Unión                                  |
| 2006 | Olimpia                                   | La Unión                                  | Corazón Micaelino                         | Piura                                     |
| 2007 | Cosmos                                    | Talara                                    | Atlético Torino                           | Talara                                    |
| 2008 | Atlético Torino                           | Talara                                    | Olimpia                                   | La Unión                                  |
| 2009 | Atlético Grau                             | Piura                                     | Cultural Progreso                         | Paita                                     |
| 2010 | Atlético Grau                             | Piura                                     | Salesiano                                 | La Unión                                  |
| 2011 | José Olaya                                | Sechura                                   | Nueve de Octubre                          | Talara                                    |
| 2012 | José Olaya                                | Paita                                     | José Olaya                                | Sechura                                   |
| 2013 | Defensor La Bocana                        | Parachique                                | Atlético Grau                             | Piura                                     |
| 2014 | Defensor La Bocana                        | Parachique                                | Atlético Grau                             | Piura                                     |
| 2015 | Defensor La Bocana                        | Parachique                                | Túpac Amaru                               | Sullana                                   |
| 2016 | Atlético Grau                             | Piura                                     | San Antonio                               | Piura                                     |
| 2017 | Atlético Grau                             | Piura                                     | Torino FC                                 | Talara                                    |
| 2018 | Atlético Torino                           | Talara                                    | Unión Deportivo Parachique                | Parachique                                |
| 2019 | Sport Chorrillos                          | Querecotillo                              | Sport Estrella                            | Pueblo Nuevo                              |
| 2020 | No se disputó por la Pandemia de COVID-19 | No se disputó por la Pandemia de COVID-19 | No se disputó por la Pandemia de COVID-19 | No se disputó por la Pandemia de COVID-19 |
| 2021 | No se disputó por la Pandemia de COVID-19 | No se disputó por la Pandemia de COVID-19 | No se disputó por la Pandemia de COVID-19 | No se disputó por la Pandemia de COVID-19 |
| 2022 | Atlético Torino                           | Talara                                    | Defensor La Bocana                        | Parachique                                |
| 2023 | Olimpia                                   | La Unión                                  | Cristo Rey                                | Negritos                                  |
| 2024 | Juventud Cautivo                          | San Miguel de El Faique                   | Deportivo Municipal                       | Vice                                      |
| 2025 |                                           |                                           |                                           |                                           |

## Equipos con más títulos
| Equipo                 | Provincia | Distrito   | Títulos |
| ---------------------- | --------- | ---------- | ------- |
| Atlético Grau          | Piura     | Piura      | 14      |
| Atlético Torino        | Talara    | Pariñas    | 8       |
| Alianza Atlético       | Sullana   | Sullana    | 4       |
| Defensor La Bocana     | Sechura   | Sechura    | 3       |
| Sport Bellavista       | Sullana   | Bellavista | 2       |
| Storm                  | Talara    | La Brea    | 2       |
| Túpac Amaru            | Sullana   | Sullana    | 2       |
| IMI                    | Talara    | Pariñas    | 2       |
| Deportivo UNP          | Piura     | Piura      | 2       |
| Unión Deportiva Talara | Talara    | Pariñas    | 2       |
| Olimpia                | Piura     | La Unión   | 2       |

## Títulos por provincia
| Provincia      | Títulos |
| -------------- | ------- |
| 1. Piura       | 21      |
| 2. Talara      | 19      |
| 3. Sullana     | 11      |
| 4. Sechura     | 4       |
| 5. Paita       | 1       |
| 6. Huancabamba | 1       |